# Tyronne Marioneaux
Tyronne „Tree“ Marioneaux (* 4. Dezember 1949 in New Orleans) ist ein ehemaliger US-amerikanischer Basketballspieler.

## Werdegang
Marioneaux, der Schüler an der Walter L. Cohen High School in New Orleans war, stand vor einem Wechsel an die University of Albuquerque, schrieb sich dann für ein Studium an der Loyola University New Orleans ein. Er spielte von 1968 bis 1971 für die Basketballmannschaft der Hochschule, der 2,13 Meter große Innenspieler erzielte insgesamt 1628 Punkte. Seine Bestleistung in einem Spiel waren 53 Punkte, die er während des Spieljahres 1969/70 erzielte.
1971 wurde Marioneaux im Draftverfahren der US-amerikanischen Liga ABA von den Denver Rockets ausgewählt. Er spielte jedoch nicht in der ABA, sondern wechselte zum Spieljahr 1971/72 zu den Flamingos Haarlem in die Niederlande. Bei dem Verein blieb er bis 1973. Er wurde mit Haarlem zweimal niederländischer Meister. Im Europapokal der Landesmeister war Marioneaux im Frühjahr 1972 mit 18 Punkten an einem Überraschungssieg seiner Mannschaft gegen Real Madrid beteiligt.
Marioneaux, Spitzname Tree, wechselte nach Österreich, verstärkte in den Spieljahren 1973/74 sowie 1974/75 den UBSC Wien, mit dem er zweimal die Staatsmeisterschaft gewann und ebenfalls im Europapokal der Landesmeister antrat.
Von 1975 bis 1977 spielte der US-Amerikaner in den Niederlanden bei Sperry Remington Den Bosch. 1978/79 war er im selben Land Spieler des BV Amstelveen. Später spielte er gelegentlich noch für andere niederländische Mannschaften, nämlich Markt Utrecht, ESTS Akrides und die Amsterdam Canadians. Bei den drei Vereinen war er auch als Trainer beschäftigt. Von 2011 bis 2013 war er Cheftrainer des BC Apollo Amsterdam. Zeitweise war er ebenfalls für den Niederländischen Basketballverband tätig und betreute als Trainer die U16-Nationalmannschaft.